# Halzan járás
Halzan járás (mongol nyelven: Халзан сум) Mongólia Szühebátor tartományának egyik járása. Területe 3800 km². Népessége kb. 2200 fő.
Székhelye, Hatavcs (Хатавч) 71 km-re fekszik Barún-Urt tartományi székhelytől.